# Bessenscheutboorder
De bessenscheutboorder (Lampronia capitella) is een vlinder uit de familie yuccamotten (Prodoxidae). De wetenschappelijke naam is voor het eerst geldig gepubliceerd in 1759 door Clerck.
De soort komt voor in Europa.